# Marina Daloca
Marina Donati Daloca est une ancienne joueuse brésilienne de volley-ball née le 8 septembre 1979 à Jundiaí. Elle mesure 1,85 m et jouait au poste de centrale.

## Clubs
| Club                       | De        | À         |
| -------------------------- | --------- | --------- |
| Universidade de Guarulhos  | 1998-1999 | 1998-1999 |
| Força Olímpica             | 1999-2000 | 1999-2000 |
| Grêmio de Vôlei Osasco     | 2000-2001 | 2000-2001 |
| Minas Tênis Clube          | 2001-2002 | 2002-2003 |
| Rio de Janeiro Volêi Clube | 2003-2004 | 2003-2004 |
| EC Pinheiros               | 2004-2005 | 2004-2005 |
| Rio de Janeiro Volêi Clube | 2005-2006 | 2005-2006 |
| Minas Tênis Clube          | 2006-2007 | 2007-2008 |
| AD Brusque                 | 2008-2009 | 2008-2009 |
| EC Pinheiros               | 2009-2010 | 2010-2011 |
| Sesi-SP                    | 2011-2012 | 2012-2013 |

## Palmarès
- Championnat du Brésil
  - Vainqueur : 2002.
  - Finaliste : 2003.